# Epicypta jaruensis
Epicypta jaruensis är en tvåvingeart som beskrevs av Lane 1951. Epicypta jaruensis ingår i släktet Epicypta och familjen svampmyggor. Inga underarter finns listade i Catalogue of Life.